# Embryonale inductie

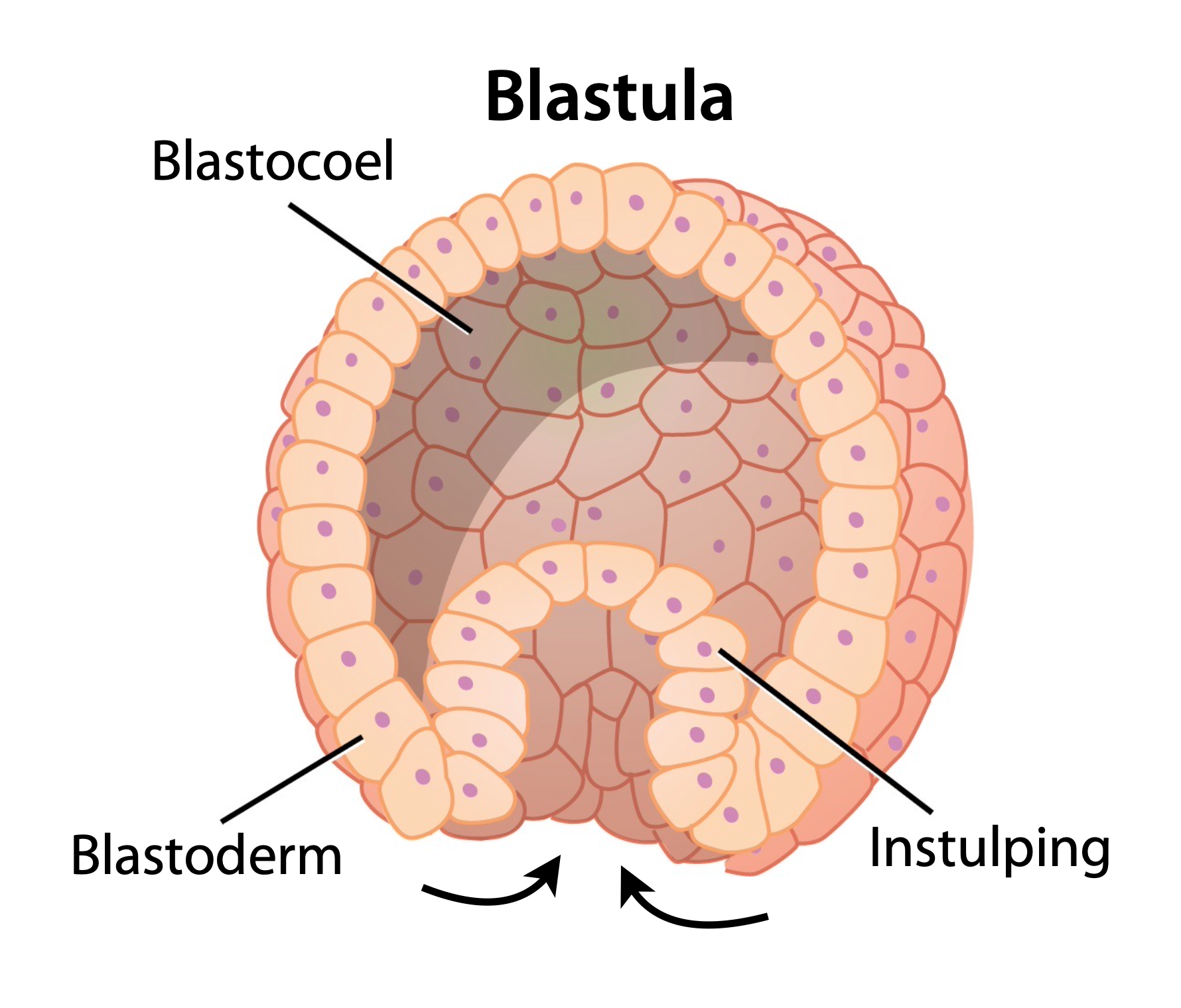
Tijdens de gastrulatie, een vroege stap in de embryonale ontwikkeling van dieren, komen cellen dicht bij elkaar te liggen, zodat deze cellen elkaar middels biochemische signalen kunnen beïnvloeden.

Embryonale inductie is het proces waarbij cellen elkaars differentiatie beïnvloeden tijdens de embryonale ontwikkeling. De beïnvloeding of stimulatie wordt inductie genoemd en vindt plaats door middel van mechanische en biochemische signalen. Een dergelijk signaal wordt geproduceerd door inducerende cellen. Het gevolg is dat een ontvangende cel zijn genexpressie verandert wat aanleiding geeft tot differentiatie en migratie. Embryonale inductie is hiermee een fundamenteel principe in de embryologie.
De belangrijkste inductie speelt zich af tijdens de gastrulatie wanneer de blastula tegenoverliggende weefsels bij elkaar brengt door het naar binnen rollen van groepen cellen via de blastoporus. Het ectoderm, endoderm en mesoderm komen hierdoor tegen elkaar aan te liggen en beïnvloeden elkaar waarbij het mesoderm, dat ook naar binnen rolt, het ectoderm induceert tot het vormen van het neuroectoderm. Vervolgens gaat de gastrulatie over in de neurulatie, die geïnduceerd wordt door de dorsale lip van de blastoporus, de zogenaamde organizer. Deze beschrijving is gebaseerd op de gastrulatie van amfibieën.

## Signalen
Het proces van inductie in het embryo is voor de verschillende cellen en weefsels beperkt in tijd en plaats. Op de vorming van de morula volgt die van de blastula waaruit zich de gastrula ontwikkelt. De gastrula is uitvoerig bestudeerd, niet alleen vanwege de ontwikkeling van de drie kiembladen, maar ook omdat deze overgaat in de neurulatie waarbij de eerste assen (anterior-posterior, dorsoventraal en links-rechts) worden gelegd. Al deze ontwikkelingen worden geïnduceerd en de cellen of groepen cellen zullen als antwoord op deze inductie differentiëren en/of migreren. Ze reageren daarbij op mechanische en biochemische signalen die richting en een differentiatiegraad geven aan de migrerende cellen.

### Biochemisch
De biochemische signalen die verantwoordelijk zijn voor de inductie worden ook wel morfogenen genoemd omdat ze 'vorm' aan de weefsels en het zich ontwikkelende embryo geven. Deze signaaleiwitten, die behoren tot onder andere de families van Wnt, Hh, EGF, FGF en TGF-β geven de cellen in weefsels hun identiteit. Ze worden in de extracellulaire ruimte afgescheiden door inducerende cellen waar ze zich binden aan receptoren die gedragen worden door reagerende cellen waarvan ze de genexpressie beïnvloeden. De signaaleiwitten verspreiden zich door en langs het zich ontwikkelende weefsel en creëren zo een gradiënt, waardoor er patroonvorming (patterning) in de weefsels ontstaat. Het aflopende gradiënt vormt namelijk diverse drempelwaarden waarboven en waaronder verschillende genen tot uitdrukking komen. Op deze wijze ontstaat er op verschillende afstanden van de signaalbron een ruimtelijke patroonvorming van genexpressie. Dit model van patroonvorming door morfogenen is bevestigd door uiteenlopende experimenten, waarvan die met immunohistochemie in de bananenvlieg Drosophila melanogaster, dat een gradiënt liet zien, het meest overtuigend was.

### Mechanisch
Terwijl de moleculaire signalen voor celmigratie tijdens embryonale inductie goed begrepen zijn, heeft men nog maar nauwelijks een duidelijk idee van de mechanische signalen waar de cellen of weefsels op reageren. Een belangrijke factor in cel- en weefselmigratie is de visco-elasticiteit van gezamenlijk migrerende groepen cellen. De fysieke factoren van betekenis voor migrerende cellen en celgroepen in vivo zijn meestal adhesie of wrijving, stijfheid van het substraat, het vloeien van extracellulaire vloeistoffen, dichtheid van de omringende weefsels of de extracellulaire matrix. Deze factoren hangen af van celadhesiemoleculen waaronder fibronectine, integrine, cadherine. Deze eiwitten, die zich in de extracellulaire matrix bevinden of met deze in contact staan, zijn van belang gedurende celmigratie en zorgen ervoor dat de cellen bij elkaar blijven zodat ze zich als groep kunnen verplaatsen.
Een belangrijk signaal bij de ontwikkeling van de hersenen bijvoorbeeld is dat van reeline. Dit eiwit, een glycoproteïne, zorgt voor een correcte migratie van de gliacellen en vervolgens ook van de neuronen naar de verschillende lagen in de neocortex. Wanneer het gen voor reeline of zijn receptoren muteert of sterk wordt gemethyleerd, en de expressie van reeline of de receptoren aanzienlijk daalt, verloopt de migratie en differentiatie van de neuronen niet goed en doen zich afwijkingen voor in de ontwikkeling van de hersenschors. De lagen in de hersenschors zijn nu in de verkeerde volgorde op elkaar gestapeld en hebben niet de correcte structuur. Deze afwijking heeft bij mensen zeer ernstige gevolgen voor de mentale gezondheid en kan zich uiten in bipolaire stoornissen, schizofrenie, lissencefalie, depressies, autisme en Alzheimer.

## Geschiedenis

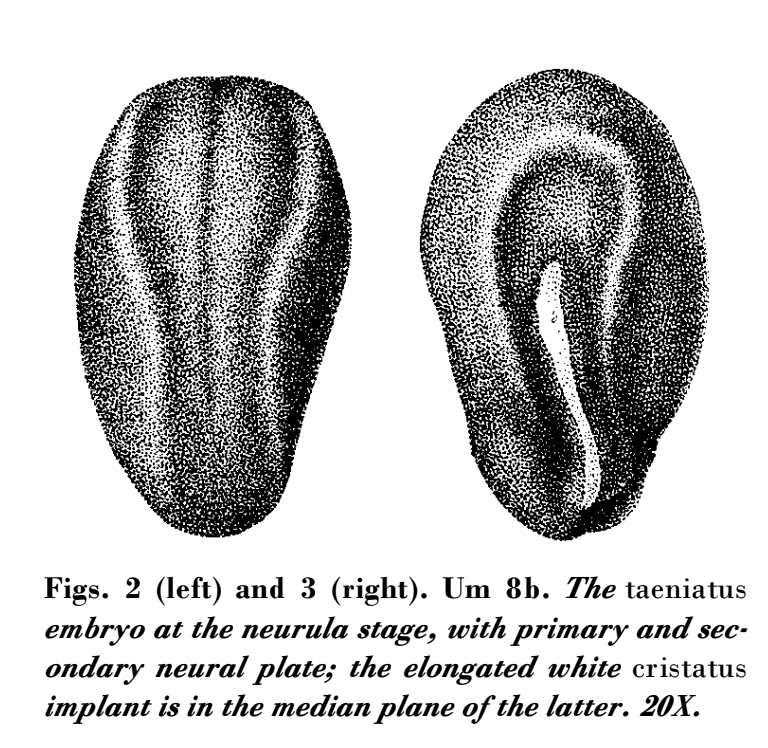
Spemann-Mangold experiment. Figuren 2 (links) en 3 (rechts). Het taeniatus embryo in het neurulastadium, met primaire (links) en secundaire (rechts) neurale plaat ('achter' naar voren'); het langwerpige witte cristatus implantaat bevindt zich in het middenvlak van de rechtse van de twee neurula's.

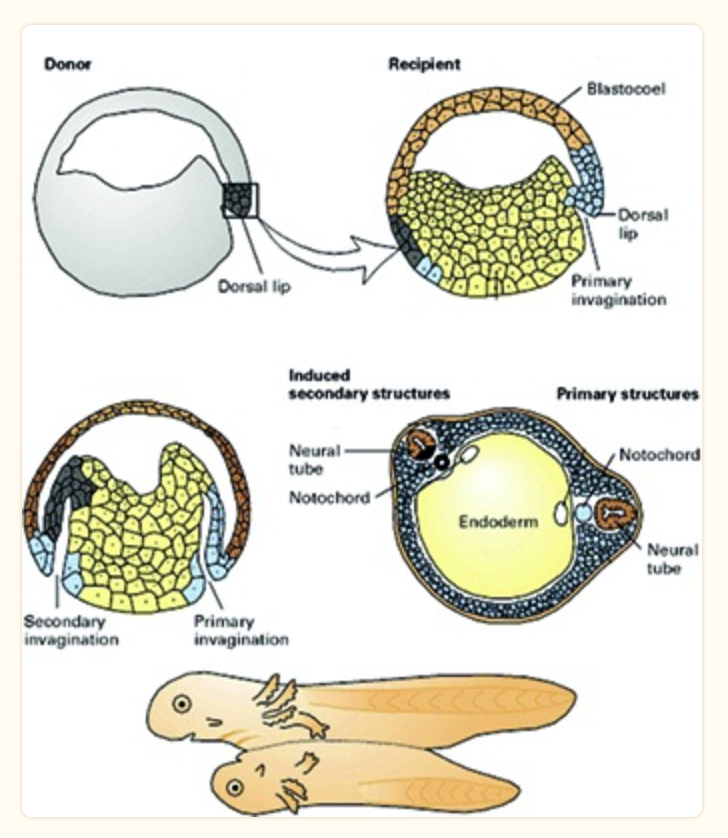
Experiment van Spemann en Mangold. In de figuur zijn transversale doorsneden te zien van blastula, gastrula en neurula met de getransplanteerde dorsale lip en dus met de twee neurale buizen evenals de resulterende Siamese tweeling. Let op de donker gepigmenteerde en getransplanteerde dorsale lip. (Het tegenovergestelde ten opzichte van de figuur hierboven

Wilhelm Roux liet in 1883 zien dat wanneer een van de twee eerste cellen van een kikker embryo wordt vernietigd met een hete naald, de overgebleven cel slechts een van de twee helften van het embryo vormt. Thomas Hunt Morgan, die, voordat hij geneticus werd, embryoloog was, herhaalde het experiment van Roux in 1895 en liet zien dat met het zachtjes wegzuigen van een van de twee blastomeren van het embryo van een kikker, in plaats van het te doden en te laten zitten, amfibieën ook complete embryo’s kunnen vormen uit een halve oöcyt. Hans Driesch liet in 1891 zien dat wanneer met het embryo van een zee-egel, de twee blastomeren gescheiden worden, elk van deze cellen zich tot een wat kleiner embryo ontwikkelt. Zowel Hans Spemann in 1901 als Warren H. Lewis in 1904 beschreven dat voor de ontwikkeling van de ooglens in bepaalde soorten Rana de invloed van de optische blaasjes van de hersenen op het ectoderm nodig is. Het ectoderm wordt in dit geval door de optische blaasjes geïnduceerd tot het vormen van de ooglens. Maar het bekendste experiment dat een echte start gaf aan het onderzoek naar embryonale inductie was dat van Hans Spemann en Hilde Mangold uit 1924.

### Transplantatie
Dit experiment werd uitgevoerd door Hilde Mangold. Zij gebruikte de gastrula van het embryo van de salamandersoort Triturus cristatus, die ongepigmenteerd was. Ze transplanteerde de dorsale lip van de blastoporus naar de ventrale zijde van een andere gastrula. Het ontvangende embryo was van de gepigmenteerde Triturus taeniatus waardoor zich een tweede lichaamsas vormde van gepigmenteerde cellen. Er ontwikkelde zich zo een siamese tweeling. Elk van deze assen bevat een neurale buis die gevormd wordt door inductie van het ectoderm door het mesoderm. Het mesoderm induceert het ectoderm tot het aanleggen van een groeve die zich sluit en zo de neurale buis vormt. Dit experiment toonde aan dat de dorsale lip van de blastoporus in staat is het weefsel te organiseren in dorsaal-ventrale en antero-posteriore assen. De dorsale lip van de blastoporus wordt daarom ook wel de Spemann-Mangold organizer genoemd. Bovendien toont het experiment het belang aan van inductie tussen cellen voor de embryonale ontwikkeling van dieren. Spemann ontving voor deze experimenten in 1953 de Nobelprijs.
Omdat het moeilijk bleek de moleculaire stappen te bepalen die verantwoordelijk waren voor de inductie en de patroonvorming van het zenuwstelsel door de organizer, zou er sprake zijn van een default-model van neurale inductie. In dit model zou een inhibitoire of remmend signaal van de organizer uitgaan die op deze wijze het neurale weefsel induceert. De epidermale bestemming zou geïnduceerd zijn, terwijl de neurale bestemming default ofwel ongeïnduceerd zou zijn, dat wil zeggen de bestemming van het ectoderm. Het blijkt het eiwit en cytokine BMP (botmorfogenetisch proteïne) te zijn dat verantwoordelijk is voor de differentiatie door inductie van ectoderm in de epidermis. Het onderliggende mesoderm produceert echter inhibitoren (noggin, cordin) die BMP blokkeren, waardoor het ectoderm zich daar differentieert in zijn standaard bestemming: het neurale weefsel.
Pieter Nieuwkoop (1917-1996) was een Nederlandse Embryoloog. Hij had een alternatieve verklaring voor de vorming van de antero-posteriore as van het zenuwstelsel en stelde het activatie-transformatie model voor. Dit model gaat er van uit dat neurulatie-signalen van het mesoderm in de gastrula het embryologisch ectoderm induceert tot het vormen van neuraal weefsel. Dit weefsel heeft aanvankelijk als default een anteriore identiteit. Dit wordt gevolgd door een transformatie-signaal dat het achterste deel van het neurale weefsel doet vormen. Anterior-posteriore gradiënten van morfogenen kunnen verantwoordelijk zijn voor de tweede stap, de transformatie. Dit model komt vooralsnog overeen met de moleculaire onderzoeken op het centraal zenuwstelsel.

## Evolutie

### Gastrulatie
De morfogenetische bewegingen van gastrulatie zijn in hoge mate geconserveerd in een grote verscheidenheid aan organismen. Dit heeft te maken met de noodzaak de tweedimensionale kiembladen te vormen en de creatie van een derde dimensie door invouwen van de cellen. De oorsprong van de gastrula kan verklaard worden met de gastraea theorie van Ernst Haeckel, die het bestaan veronderstelde van een vroege metazoan, een primitief dier, die op een gastrula leek. De totaliteit van evolutie van multicellulaire dieren is het resultaat van het veranderen van de ontwikkelingsprogramma's van het embryo.
De eencellige eukaryoten hadden en hebben over het algemeen ongeveer dezelfde structuur, dus was er weinig extra nodig voor de ontwikkeling van meercelligheid. Mitose is een belangrijke fase in de celcyclus en vormt binnen de ontwikkeling van de morula en gastrula een gelegenheid voor de delende cel om het vlak van klieving te vormen en daarmee de verdeling van celcomponenten te regelen tussen de dochtercellen. Dit kan bepalend zijn voor de bestemming van de cel en haar differentiatie. Ook celadhesie en signalering tussen cellen vergen niet veel extra van een cel die toch al over een Golgi complex beschikt. Ook voor een extracellulaire matrix is er weinig meer nodig, wat betekent dat de eencellige organismen al vrij goed uitgerust zijn met functies die van pas komen in een meercellige ontwikkeling.
Bijna alle oocyten, zoogdieren uitgezonderd, hebben een duidelijke polariteit, een dierlijke en een vegetatieve pool. Ze zijn voor wat betreft de inhoud van het cytoplasma asymmetrisch. Toch ontstaan de meeste latere verschillen niet zozeer door polariteit, maar dankzij interactie tussen de cellen.

### Meercelligheid
Meercellige dieren zijn waarschijnlijk geëvolueerd uit kolonievormende eencellige choanoflagellata-voorouders. Dit zijn zweepdiertjes met een kraag rond de zweepstaart. De morfologie van deze eencelligen lijkt sterk op bepaalde lichaamscellen van de sponsdieren (de choanocyten), en gelijksoortige kraagcellen komen in het gehele dierenrijk voor.
Meercelligheid kan op twee manieren ontstaan. De cellen kunnen na deling aan elkaar blijven zitten. Op deze manier kunnen er allerlei macroscopische vormen ontstaan zoals lange filamenten, platte schotels of perfecte bollen. Ten tweede kunnen de individuele cellen zich verzamelen en aggregeren. Dit wordt vaak veroorzaakt door omgevingsfactoren. Ook hier kan er sprake zijn van verschillende vormen en gedrag.
In Pleodorina californica is de kolonie gewoonlijk 64 tot 128 cellen groot en 24 tot 48 zijn somatische cellen. De rest van de cellen, bevindt zich aan de achterzijde en is in staat tot reproductie. In Volvox carteri ontstaat een vergelijkbare kolonie, maar de reproductieve cellen hebben geen zweepstaartjes en zijn dus niet betrokken bij de voortbeweging. Het gaat om 16 cellen die zich binnen in de bol bevinden en die gonidia genoemd worden. Volvox kan zich onder bepaalde omstandigheden ook seksueel voortplanten met de vorming van ei- en zaadcellen door de gonidia.
Dictyostelium of slijmzwam is een voorbeeld van een amoebe die zich bij gebrek aan voedsel (bacteriën) aggregeert tot een slijmzwam waaruit uiteindelijk haploïde sporen vrijkomen die nieuwe individuen voortbrengen.